# Зарослое (Северо-Казахстанская область)
Зарослое (каз. Зарослое) — село в районе Магжана Жумабаева Северо-Казахстанской области Казахстана. Входит в состав Октябрьского сельского округа. Код КАТО — 593665600.

## География
Расположено около озера Зарослое.

## История
Основано в 1826 году.
В 1926 году состояло из 239 хозяйств и 1197 человек, преобладали русские. Центр Зарословского сельсовета Исилькульского района Омского округа Сибирского края.
В 1932 году Зарословский сельский совет был перечислен в состав Булаевского района Казакской АССР.
До 2013 года входило в состав упразднённого Гавринского сельского округа.

## Население
В 1999 году население села составляло 218 человек (106 мужчин и 112 женщин). По данным переписи 2009 года в селе проживало 100 человек (50 мужчин и 50 женщин).

## Известные уроженцы
- Шестериков, Владимир Георгиевич (1939—2010) — поэт, писатель, журналист.